# 日本都市センター
公益財団法人日本都市センター（にっぽんとしセンター、Japan Municipal Research Center）は、都市に関する調査研究事業、研修事業、情報提供事業を行っている団体である。
入居するビル「日本都市センター会館」の運営は、全国市有物件災害共済会が行っている。1959年から1996年まで存在した旧会館の運営は日本都市センターが行っていた。

## 概要
- 所在地：東京都千代田区平河町2-4-1 日本都市センター会館8階

## 沿革
- 1959年：全国市長会と社団法人全国市有物件災害共済会により、「財団法人日本都市センター」として設立。日本都市センター会館（旧）竣工。
- 1972年：公共経済研究会（現・地域経済財政システム研究会）発足
- 1996年：新会館建設工事着工
- 1999年：新会館竣工
- 2012年：公益財団法人に移行。

## 理事長
- 初 代（1959年 - ）：中井光次（大阪市長）
- 2代目（1963年 - ）：金刺不二太郎（川崎市長）
- 3代目（1971年 - ）：武田義三（池田市長）
- 4代目（1975年 - ）：島野武（仙台市長）
- 5代目（1985年 - ）：木﨑正隆（守口市長）
- 6代目（1987年 - ）：伊藤三郎（川崎市長）
- 7代目（1990年 - ）：浅野政雄（高石市長）
- 8代目（1991年 - ）：舘盛静光（相模原市長）
- 9代目（1997年 - ）：原曻（岸和田市長）
- 10代目（2006年 - ）：松浦幸雄（高崎市長）
- 11代目（2011年 - ）：大西秀人（高松市長）